# Tanjakot
Tanjakot (en népalais : ताँजाकोट) est une municipalité rurale du Népal située dans le district de Humla. Au recensement de 2011, elle comptait 5 964 habitants.
Elle regroupe les anciens comités de développement villageois de Madana et Maila.